# Aage Chemnitz
Aage Chemnitz (født 26. juni 1927 i Alluitsoq; død 17. maj 2006) var en grønlandsk købmand. 

## Liv
Aage Chemnitz var søn af præst Karl Johan Pavia Chemnitz (1884-1965) og ægtefælle Margrethe Kristine Rosa Julie Høegh (1897-1978). Gennem sin far var han barnebarn af Jens Chemnitz samt nevø af Jørgen Chemnitz, og gennem sin mor var han nevø af John Høegh, Pavia Høegh og Frederik Høegh. Hans søster var Gudrun Chemnitz (1928-2004). Han giftede sig den 27. december 1948 med Oline Kleist (1927–?).
Aage blev student fra Sorø Akademi i 1945 og derefter frivillig hos Grønlands Styrelse. Han startede en handelskarriere hos Den Kongelige Grønlandske Handel (KGH) og blev handelsassistent i Qaqortoq i 1947. I 1950 flyttede han til Sisimiut, 1954 til Maniitsoq, og 1960 til Nanortalik. I 1962 blev han udnævnt til chef for handel i Nanortalik. Han blev handelsleder i Tasiilaq i 1966, hvor han var flyttet til året før. I 1973 blev han handelsinspektør i Nuuk. I 1981 blev han udnævnt til den sidste direktør for Den Kongelige Grønlandske Handel (KGH), før selskabet blev opløst i 1985, og Aage Chemnitz trak sig tilbage. 
Den 20. juni 2001 modtog han Nersornaat i guld. Han var yderligere ridder af Dannebrogordenen. Han døde i 2006 i en alder af 78 år.